# 劉應迪
劉應迪（1608年—1635年），字簡在，撫州府金谿縣常豐鄉人，明朝政治人物。

## 生平
劉應迪是崇禎三年（1630年）中舉人，次年（1631年）聯捷辛未科進士，工部观政，獲授閩縣知縣 。當時有人將輸銀放在官櫃，官員來到後金錢丟失而控訴對方，他向神祈禱得二陽一陰筊，說：「卦象為陽勝陰，神告訴我了。」命衙役尋訪，發現有名為楊聖英的人偷了某人的金錢，審訊後立刻伏法；上級以卓異推薦他，但薦書未下達他已去世，年二十八歲。

## 引用
1. 1 2  道光《金谿縣志·卷十一·宦業》：劉應迪，字簡在，常豐人，弱冠登崇禎四年進士。任四川閬中知縣，有里催將輸銀於官櫃間，忽傳他官來，趨避之反而失金，訴於官。應迪為禱神卜筊得二陽一陰，遂曰：「象為陽勝陰，神告我矣。」令役訪之，果有楊聖英其人者掠其金以去，一訊即伏；大吏以卓異薦，未上以疾卒於官，年二十八。 舊志
2. ↑  道光《金谿縣志》·卷五·選舉：崇禎三年庚午鄉試 劉應迪 常豐人，有傳
3. ↑  《崇祯四年辛未科三百五十名进士履历》：刘应迪，書一房，甲寅十一月初四日生。金溪人，庚午十四，会四十二，三甲八十二名。工部政，授闽县知县，甲戌卒。曾祖子潮。祖煐。父中境。
4. ↑  《江西通志》·卷五十五：崇禎四年辛未陳于泰榜 劉應迪 金谿人，閩縣知縣